# Dahlonega (Georgia)
Dahlonega település az Amerikai Egyesült Államok Georgia államában, Lumpkin megyében, melynek megyeszékhelye is. Lakosainak száma 7537 fő (2020. április 1.).

## Népesség
A település népességének változása:

| 2010 | 5 242 |
| 2020 | 7 537 |